# Белоруско-руски односи
Белорусија и Русија деле копнену границу и чине наднационалну државу Уније. Неколико билатералних уговора склопљено је између два народа. Русија је највећи и најважнији економски и политички партнер Белорусије. Обе земље су чланови различитих међународних организација, укључујући Заједницу независних држава, Евроазијску економску унију, Организацију уговора о колективној безбедности и Уједињене нације.

## Историја

### Раних 1990-их
Након распада Совјетског Савеза, новоформирана руска држава покушала је да задржи контролу над постсовјетским простором стварањем, 8. децембра 1991. године, регионалне организације – Заједнице независних држава (ЗНД). Међутим, Белорусија је, као и друге републике у ЗНД, почела да се удаљава од Русије, која је у то време покушавала да стабилизује своју порушену економију и везе са Западом.
Почетком 1990-их, Русија је била забринута да би њено умешаност у блиску инострану државу, као што је Белорусија, ризиковала односе које је покушавала да изгради са Западом. Међутим, како је НАТО почео да се шири на исток, Русија се нашла у тешкој ситуацији. С једне стране, била је суочена са распадом великог геополитичког блока који је некада контролисала. С друге стране, осећало се да Запад покушава да је изолује од европског окружења покупивши комадиће свог бившег царства. То је довело до све већег значаја добрих односа са Белорусијом. 
- ЗаставаРуске Совјетске Федеративне Социјалистичке Републике(1954–1991)
- ЗаставаБелоруске Совјетске Социјалистичке Републике(1951–1991)

### Средином до краја 1990-их
Средином 1990-их, а посебно са доласком Александра Лукашенка на власт у јулу 1994, Белорусија се чинила идеалним кандидатом за интеграцију са Русијом. Руски председник Борис Јељцин рекао је након потписивања, у фебруару 1995. Уговора о пријатељству, добросуседству и сарадњи са Белорусијом, да „два народа [имају] заједничко историјско искуство током много векова“. То је, како је изјавио, „створило основу за потписивање уговора и других докумената о дубљој интеграцији наше две земље. Међу свим земљама ЗНД, Белорусија има највећа права на такав однос због свог географског положаја, контаката са Русијом, наше пријатељство и напредак његових реформи“.
Интеграциони процес је покренут 2. априла 1996. године, а тачно годину дана касније основана је Унија Белорусије и Русије. Врхунац овог процеса је било успостављање Уније између РФ и Белорусије 8. децембра 1999.  Уговор о једнаким правима грађана између Белорусије и Русије потписан је у децембру 1998. године, који покрива запошљавање, приступ медицинској нези и образовању.

### 2000-е
Након што је Владимир Путин преузео дужност, изразио је дубоко незадовољство статусом односа са Белорусијом и критиковао уговор из 1999. године, политика коју је поставио била је да се у овај уговор стави прави садржај. Његов предлог је био да се уједињење настави или по моделу федерације, што је значило да ће се Белорусија придружити Руској Федерацији или изградити унију која је слична Европској унији. Међутим, Белорусија је то одбила и статус кво је задржан.
Упркос томе, чинило се да стратешка вредност Белорусије наставља да расте за Русију због међународног развоја. Ове активности су укључивале војну активност Сједињених Држава на постсовјетском простору од напада 11. септембра 2001. године, померање источноевропских држава ка западу, планове за размештање система ракетне одбране НАТО -а у Пољској или Чешкој Републици, и изнад сав успон обојених револуција. Као резултат тога, упркос застојима у политичкој и економској интеграцији, војно-интеграциони процеси између две државе су настављени.
Пошто је Русија схватила да би пуна интеграција са Белорусијом била скупа, померила је своју спољну политику ка прагматичнијем правцу. У овој политици разликовала су се два главна циља — Први је био да се смањи економски терет који је Белорусија ставила на своју економију, а други да преузме инфраструктуру за транзит енергије у Белорусији. Ова два циља су утицала на већину сукоба и гасних ратова између две земље.

### 2010-е и руско-украјински рат
1995. уништена је граница Русије са Белорусијом. Међутим, 2014. године граница је обновљена са белоруске стране. Заузврат, Русија је у фебруару 2017. године створила граничну зону на делу Смоленске области.
Од 2014, након година прихватања руског утицаја у земљи, Лукашенко је вршио притисак на оживљавање белоруског идентитета након почетка руско-украјинског рата: руске анексије Крима и војне интервенције у источној Украјини. По први пут је одржао говор на белоруском (уместо руском, који већина људи користи), у којем је рекао: „Ми нисмо Руси – ми смо Белоруси“, а касније је подстакао употребу белоруског. Трговински спорови, гранични спорови и знатно опуштен став званичника према гласовима дисидената су део слабљења дугогодишњих топлих односа са Русијом.
Дана 14. септембра 2017. односи Белорусије и Русије су се вратили у нормалу уз обављене војне вежбе.
Лукашенко је 2019. имао билатералне разговоре у Сочију са руским председником Владимиром Путином и изјавио да би њихове две земље „могле да се уједине сутра, без проблема“. Идеја коју је Путин годинама подржавао, посматрачи су потенцијални план означили као план Путина да остане на власти и после 2024. Међутим, политиколог Михаил Виноградов је објаснио да ће „Лукашенко играти оштро према јавности док покушава да изгледа слаб пред Путином“, а Артјом Шрајбман из Царнегие Московског центра сугерише да „Москва највероватније неће успети да пронађе своју базу међу Белорусима".

### 2020-те: Затегнути односи и помирење
Дана 24. јануара 2020, појавили су се знаци нових тензија између Белорусије и Русије када је белоруски председник Александар Лукашенко јавно оптужио руског председника Владимира Путина да покушава да укључи Белорусију у састав Русије. То је довело до тога да је Русија смањила економске субвенције Белорусији.
У јулу 2020. односи између Белорусије и Русије су описани као „затегнути“ након што су 33 руска војна извођача ухапшена у Минску. Лукашенко је потом оптужио Русију да покушава да прикрије покушај слања 200 бораца из приватне руске војне фирме познате као Вагнер група у Белорусију са мисијом дестабилизације земље уочи председничких избора 9. августа. 
Дана 5. августа 2020., руски шеф безбедности Дмитриј Медведев упозорио је Белорусију да ослободи борце. Лукашенко је такође тврдио да је Русија лагала о својим покушајима да искористи Вагнерову групу да утиче на предстојеће изборе.
Након председничких избора и избијања нових протеста, Лукашенко је крајем августа поменуо да ће Белорусија преговарати са Русијом о рефинансирању свог државног дуга у вредности од милијарду долара. Лукашенко је 14. септембра посетио Путина у Сочију, где је овај обећао да ће Белорусији позајмити 1,5 милијарди долара.
У фебруару 2022, руским снагама је било дозвољено да изведу део инвазије Украјине са белоруске територије. Лукашенко је изјавио да би белоруске трупе могле да учествују у инвазији ако буде потребно. Белорусија је такође изјавила да Русија може да донесе своје нуклеарно оружје на белоруско тло. У марту 2022. године, Олександр Камишин, шеф украјинских железница, рекао је да више не постоји железничка веза између Украјине и Белорусије, тако да руска опрема из Белорусије неће моћи да буде испоручена. Руски председник Владимир Путин је 25. марта 2023. најавио да ће Русија стационирати тактичке нуклеарне операције у Белорусији.

## Економски односи
Од 2009. Русија је чинила око 48% спољне трговине Белорусије. Белорусија је заузврат чинила око 6% руске трговине.
Пре 2004. Гаспром је продавао гас Белорусији по домаћим руским ценама, углавном због процеса политичке интеграције две земље. Како је овај процес почео да посустаје 2000-их и касних 1990-их, Гаспром је желео да обезбеди поуздан транзит руског гаса преко белоруске територије преузимањем контроле над белоруском транзитном мрежом. Гаспром је покушао да купи белоруског мрежног оператера Белтрансгаз, али су неслагања око цене довела до гасног спора између Русије и Белорусије 2004. године, у којем је Гаспром прекинуо испоруке Белорусији 1. јануара 2004.
У јуну 2004. потписан је нови гасни уговор, а односи између две земље су се потом побољшали. У јануару 2020. Русија је привремено обуставила продају нафте Белорусији по сниженој цени, а касније је преговарала о компромису. Белорусија је диверзификовала увоз нафте као одговор, примајући нафту из земаља укључујући Норвешку, Азербејџан, Саудијску Арабију и Сједињене Државе. Лукашенко је оптужио Русију да користи нафту као полугу за евентуално спајање Русије и Белорусије.

### Дипломатска напетост
2009. године избио је озбиљан дипломатски сукоб између две земље. Председник Белорусије Александар Лукашенко оптужио је Русију да нуди кредит од 500 милиона долара под условом да Белорусија призна Абхазију и Јужну Осетију, али је додао да позиција Белорусије није на продају. Лукашенко је изјавио да грађани Белорусије морају да се придржавају грузијских закона када путују у два региона, а Министарство спољних послова је навело да сви грађани Белорусије морају да користе улазне тачке на грузијској страни. Лукашенко је изјавио да уместо у Русији, Белорусија треба да „тражи срећу у другим деловима планете“. Коментаришући блиску војну сарадњу између две земље, Лукашенко је упоредио 10 милиона људи Белорусије као живи штит за Русију против Запада, услугу за коју је рекао да „није бесплатна“.
У јулу 2009. избио је такозвани Млечни рат, када је Русија забранила сав увоз млечних производа из Белорусије, рекавши да се не придржавају нових прописа. Белорусија је оптужила Русију да користи забрану у политичке сврхе, док је Русија негирала да је забрана била политичка. Русија је убрзо укинула забрану и Белорусија је наставила са испоруком млечних производа Русији.
Међутим, нови спор је настао када је Русија тврдила да Белорусија дугује 231 милион долара за испоруке гаса које је користила од почетка године. Белорусија је запретила увођењем граничне и царинске контроле на граници са Русијом и одбила је да присуствује разговорима Организације уговора о колективној безбедности у Москви. Председник Лукашенко је у интервјуу довео у питање неопходност дипломатских односа са Русијом, пошто Русија „блокира“ Белорусију.
Руски председник Владимир Путин је 31. маја 2012. критиковао санкције Европске уније против Белорусије, а у заједничкој изјави Путин и Лукашенко су рекли:
„Русија и Белорусија ће координисати напоре да се супротставе покушајима мешања у унутрашње ствари Уније и врше притисак кроз увођење рестриктивних мера или санкција.

## Војна сарадња
Русија и Белорусија имају блиске војне односе и баве се разним заједничким војно-научним активностима. Русија такође има неколико војних база и радара у Белорусији, укључујући радарску станицу Хантсавичи, радар за рано упозорење којим управљају руске Ваздушно-космичке одбрамбене снаге и ВЛФ предајник Вилејка.
Као резултат украјинске кризе 2014. године, Русија је настојала да замени украјинске одбрамбене везе са Белорусијом. Дана 14. септембра 2017. односи Белорусије и Русије су се вратили у нормалу уз обављене војне вежбе.

## Стална дипломатска представништва
Белорусија има амбасаду у Москви. као и филијале у: Калињинграду, Смоленску, Санкт Петербургу, Ростову на Дону, Нижњем Новгороду, Казању, Уфи, Јекатеринбургу, Новосибирску, Краснојарску и Хабаровску.
Русија има амбасаду у Минску и генерални конзулат у Бресту.
- Амбасада Белорусије у Москви
- Амбасада Русије у Минску

|                         | Белорусија Република Белоруција be:Рэспубліка Беларусь ru:Республика Беларусь | Русија Руска Федерација Российская Федерация                 |
| ----------------------- | ----------------------------------------------------------------------------- | ------------------------------------------------------------ |
| Застава и грб           | Белорусија                                                                    | Русија                                                       |
| Популација              | 9,408,400                                                                     | 144,386,830 (искључујући Крим и остале окупиране територије) |
| Површина                | 207,595 km² (80,153 sq mi)                                                    | 17,098,246 km² (6,601,670 sq mi)                             |
| Густина насељености     | 45.8/km² (118.6/sq mi)                                                        | 8.4/km² (21.8/sq mi)                                         |
| Влада                   | Председнички систем                                                           | Федерални Полу-председнички систем                           |
| Главни град             | Минск – 2,020,600                                                             | Москва – 12,506,468                                          |
| Језик                   | Белоруски Руски                                                               | Руски                                                        |
| Тренутни председник     | Александар Лукашенко (1994–)                                                  | Владимир Путин (1999–2008, 2012–)                            |
| БДП                     | $63.582 милијарди $6.744 по становнику                                        | $1.702 билиона $11.601 по становнику                         |
| Currency                | Белоруска рубља (Rbl) – BYN                                                   | Руска рубља (₽) – RUB                                        |
| Human Development Index | 0.817 (very high) – 2017                                                      | 0.824 (very high) – 2017                                     |